# Mońki
Mońki (udtale: [ˈmɔɲkʲi])  er en by  i den centrale del af voivodskabet Podlaskie i det nordøstlige Polen,  med   9.675(2021)  indbyggere og et areal på 	7,66 km².  Den  er en del af  powiatet (amt) Mońki, og ligger omkring 40 kilometer nordvest for  Białystok.

## Historie
I det 16. århundrede var Mońki en landsby ejet af Mońko-familien. I det 19. århundrede, da bygningen af jernbanen fra Grodno var i gang, blev der bygget en jernbanestation i nærheden af Mońki. Efter 1. verdenskrig blev der bygget en katolsk kirke. I slutningen af 2. verdenskrig ødelagde tyskere kirken.